# Les Harris (cầu thủ bóng đá)
Leslie Henry Harris (sinh ngày 29 tháng 9 năm 1955) là một cựu cầu thủ bóng đá người Anh thi đấu ở Football League cho Barnsley.